# Wolf (oberpfälzisches Adelsgeschlecht)
Die Oberpfälzer Adelsfamilie der Wolf kann wegen ihres frühen Auftretens zur Kategorie der edelfreien Geschlechter in der Oberpfalz gezählt werden. Urkundlich fassbar wird sie im 11. Jahrhundert mit den Wolfs von Gögglbach (heute ein Ortsteil von Schwandorf); die letzten adeligen Vertreter der Wolfs finden sich zu Beginn des 15. Jahrhunderts als Richter in Schmidmühlen. Danach verlieren sie sich in Nabburg unter dem bürgerlich gewordenen Familiennamen Wolf.

## Geschichte
Der Familienname Wolf tritt in der Oberpfalz seit früher Zeit und in vielen Urkunden auf: Um etwa 1100 wird der freie Edelherr (vir strenuissimus liber atque ingenuus) als Wohltäter des Schottenklosters in Regensburg in der Vita St. Mariani des Marianus Scottus genannt.

### Wolf von Gögglbach
Ein Ansitz in Gögglbach (Turmhügelburg) hat bereits im 11. Jahrhundert (1028) bestanden.
Mehrmals werden in Gögglbach 1123 ein Ruotprecht und ein Adalbero Wolf von Göggelbach genannt. Beispielsweise treten sie 1126 beim Ankauf des Gutes Hovestetten von Pilgrim von Ebermundesdorf durch das Kloster Ensdorf neben Markgraf Diepold, dem Burggraf Otto I. von Regensburg und dessen Sohn Heinrich III., Graf Gebhard III. von Sulzbach, Graf Albert II. von Bogen als Zeugen auf. Auch bei weiteren Beurkundungen werden sie in diesem erlesenen Umfeld genannt. Ein Rupertus von Geggilbach übergibt als Salmann des Adalbero von Gutenberc das Gut Hattenreut (vermutlich Hatzenreuth) an das Kloster Ensdorf.
Ein Marquard von Gegkilbach kauft 1178 von Kloster Ensdorf ein Gut zu Roith im Markt Mallersdorf-Pfaffenberg. Noch 1314 und 1321 wird ein Conrad Wolf von Gögglbach genannt; dessen Witwe hat 1321/22 einen Walther von Chadoltsdorf geehelicht. An Letzteren werden 1322 von König Ludwig Güter in Schmidmühlen, Krachenhausen und Gögglbach verpfändet, die bereits der Conrad Wolf von Gögglbach innegehabt hat. Da bestimmte seiner Güter an den Wolf von Lengenbach (noch 1344 erwähnt) gehen, könnte dieser ein Sohn des Conrad gewesen sein.
Die verschiedenen Linien dieser Familie sind in der Folge in Bocksberg bei Landshut (Adalbero de Pochsperc, 1129), Bruckberg (Rupertus Wolf de Bruggeberc, 1178, „rechte Hand“ von Herzog Ludwig der Strenge), Lengenfeld (Adalbero Lupus de Lenginfelt, 1164), Naabeck (Albero Lupus von Nabecke, 1205, 1224, Gründer des Ansitzes oder der Veste Naabeck;  Arnolf Wolff von Nabeckh hat 1283 eine Ottilia von Hauzendorff geehelicht), Rohrdorf (Friedrich von Rohrdorf, 1282), Nabburg (Wolf von Nabburg, 1315), Schönleiten (Otto Wolf von Schönleiten, 1305) und eben auch in Wolfsegg (Wolfhart von Wolfsegg, 1351) heimisch geworden. Man kann also von einer alt eingesessenen und mit wichtigen Ämtern (Burghüter, Richter, Pfleger) betrauten Familie in dieser Gegend ausgehen. Als Zeugen in den Urkunden werden sie an prominenter Stelle genannt, was auf eine angesehene soziale Stellung hindeutet. Sie treten dabei oftmals im Umfeld der Burggrafen von Regensburg, der Regensburger Bischöfe und der Wittelsbacher auf.

### Wolf von Nabburg
Ein R. der Wolf von Nappurg war stellvertretender Vorsitzender in einer Gerichtsverhandlung im Jahr 1315 zwischen dem Nabburger Pfarrer und den örtlichen Fischern betreffend das Fischwasser in der Nab.
Im frühen 14. Jahrhundert gibt es urkundliche Zusammenhänge mit König Ludwig dem Bayer bezüglich Lehen und Aussteuer.
Jeuta, eine Tochter R. Wolfs von Nabburg zu heiratete im Jahr 1321 Conrad den Lengfelder.
Im Jahr 1322 sollen die Wolf von Naburg Ludwig dem Bayer in der Schlacht bei Mühldorf ausgeholfen haben, weswegen das Wolf’sche Wappen Mitte des 19. bis Mitte des 20. Jahrhunderts am Isartor zu sehen war. In einer Namensliste wegen ihrer Teilnahme belohnter „Helden“ erscheint tatsächlich auch ein Wolf von Nabburg.
Urkundliche Nachrichten über die Wolf von Naburg gibt es bis Ende des 15. Jahrhunderts.

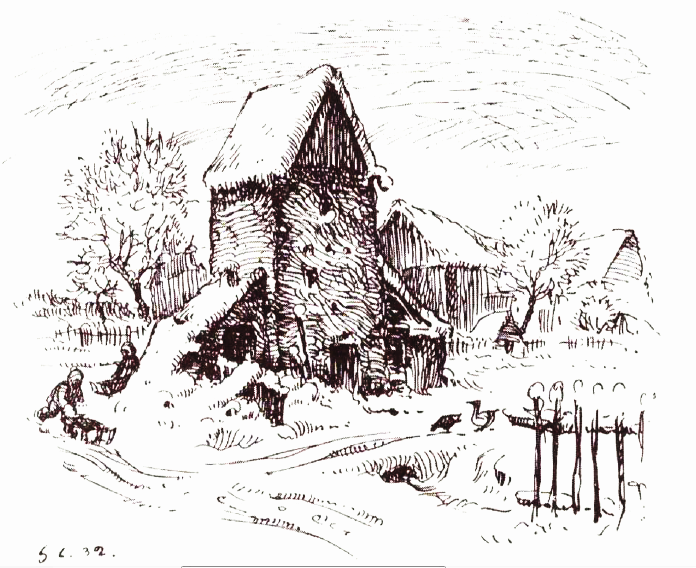
Turm zu Schönleiten nach einer Federzeichnung von Hans Laßleben

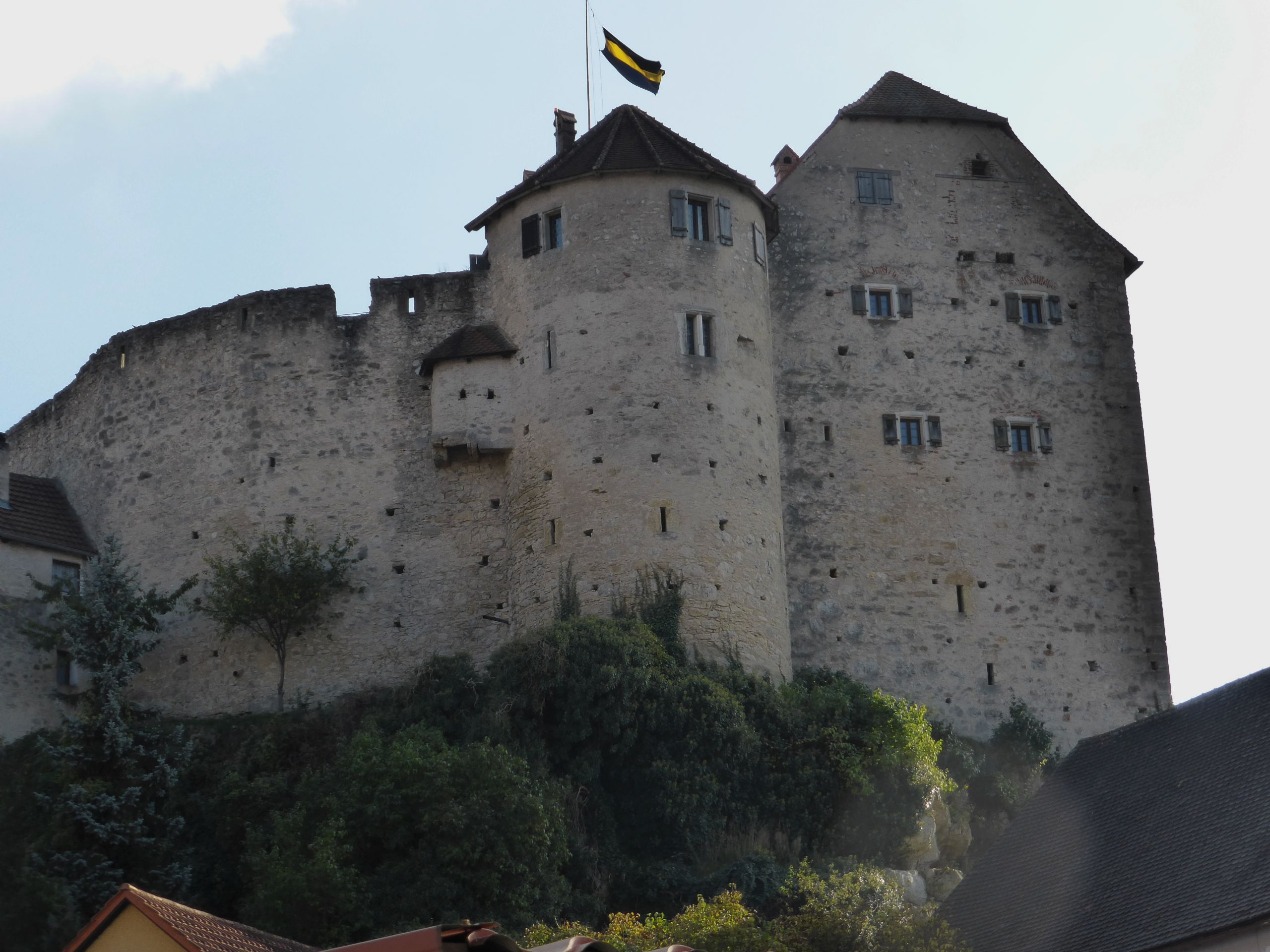
Burg in Wolfsegg

### Wolf von Schönleiten und von Wolfsegg
Ein Otto der Wolf von Schönleiten (identisch mit dem späteren Wolf von Nabburg bzw. mit dem 1330 genannten alt Wolf von Nabburg) wird erstmals am 29. September 1305 in Schönleiten, heute ein Ortsteil von  Regenstauf, erwähnt. Er war ein Vetter des Albrechts von Pilsheim, der Ort Pilsheim gehört nun zu Burglengenfeld. Otto der Wolf von Schönleiten tritt als Bürge bei dem Verkauf des Haimprechtshofes von diesem Albrecht von Pultzhaim an die Irmgard von Regeldorf auf.
In Schönleiten hatten die Wolfs einen einfachen Wehrturm erbaut. Dieser stand in der Mitte ihres Grundbesitzes, wie aus der Aufnahme des Urkatasters hervorgeht. Eine Federzeichnung von Hans Laßleben um 1932 vermittelt einen Eindruck des Turmes. Anlässlich einer Versteigerung  wird noch 1867 der Name des Hauses Nr. 4 mit Wolf von Schönleiten angegeben, dieser Hausname haftet heute an dem Haus Nr. 1 in Schönleiten. Reste des Turms hatten sich bis zum Ende des 20. Jahrhunderts erhalten,  dann sind die Grundmauern unter einem Straßenneubau verschwunden. Dieses einfache Gemäuer war für Wohnzwecke nur bedingt geeignet. So ist es nicht verwunderlich, dass die Wolfs im nahegelegenen Wolfsegg am Beginn des 14. Jahrhunderts mit dem Bau einer Burganlage auf allodialem Grund begonnen haben. Als Erbauer der Burg gilt Bruno Wolf von Schönleiten. Dieser wird erstmals als Lupus de Schoennleitten 1326 im Urbar des Vizedomamtes Lengenfeld erwähnt. 1335 erscheint er unter dem Namen Wolf von Schönleiten als Bürge und Siegler für Otto von Winpuch, als dieser seinen Sitz zu Winpuch an die Bürger Alhard und Gebhard Reich aus Amberg verkauft. Dieser Kauf scheint aber nicht zustande gekommen zu sein, denn 1343 wird Praun (= Bruno) Wolf ze Schönlaiten nochmals für diesen Ott Winpuchär als Siegelzeuge erwähnt, als dieser sein Gut zu Winpuch an das Kloster Ensdorf verkauft. 1345 tritt nochmals ein Wolf von der Schönleiten als Diener im Hofgesinde des Königs Ludwig der Bayer auf, eventuell ein Anzeichen, dass dieser Wolf von der Edelfreiheit in den Ministerialenstand abgestiegen ist. Danach verliert sich seine Spur.
Als nächster in der Geschlechterreihe findet sich ein Wolfhard Wolf von Wolfseck. Dieser nennt sich in einer Urkunde der Pfarrei Kallmünz vom 24. August 1351 nur Wolf von Wolfseck. Aus dieser Urkunde geht auch der Name Osann als Gattin des Wolf von Wolfseck hervor, zudem erscheint hier zum ersten Mal die Bezeichnung „von Wolfseck“; das Paar hatte sich also vor 1351 in Wolfsegg ansässig gemacht und diesen Namen als Herkunftsbezeichnung gewählt. Der vermutliche Vater Bruno Wolf von Schönleiten ist vor 1353 verstorben und offensichtlich kurz danach auch sein Sohn Wolfhart von Wolfseck. 1358 erhielten die beiden Erbtöchter Margret und Katharina Wolf Wolfsegg als Lehen des Herzogs Ludwig der Brandenburger, einem Sohn von Kaiser Ludwig dem Bayer. Die Tochter Katharina wird in der Folge nicht mehr erwähnt, scheint also verstorben zu sein. Margret hingegen vermählte sich mit Ulrich von Lichteneck zu Egersberg. Das Ehepaar verkaufte am 10. März 1367 die Veste Wolfsegg mit allen Zugehörungen an Ulrich I. von Laaber und seinen Vetter Hadamar IV. von Laaber für 700 Pfund  „guter Regensburger Pfennige“. Als Zeugen dieses Verkaufs erscheinen Heinrich und Otto aus dem bayerischen Geschlecht der Zenger zu Schwarzeneck, Dietrich von Sazenhofen und Dietrich von Hexenacker. Alle Genannten waren Mitglieder angesehener bayerischer Adelsfamilien; das bedeutet auch, dass Käufer wie Verkäufer eine gehobene soziale Stellung innehatten. Zugleich besiegelte dieser Verkaufsakt das Ende der Wolfs in Wolfsegg.

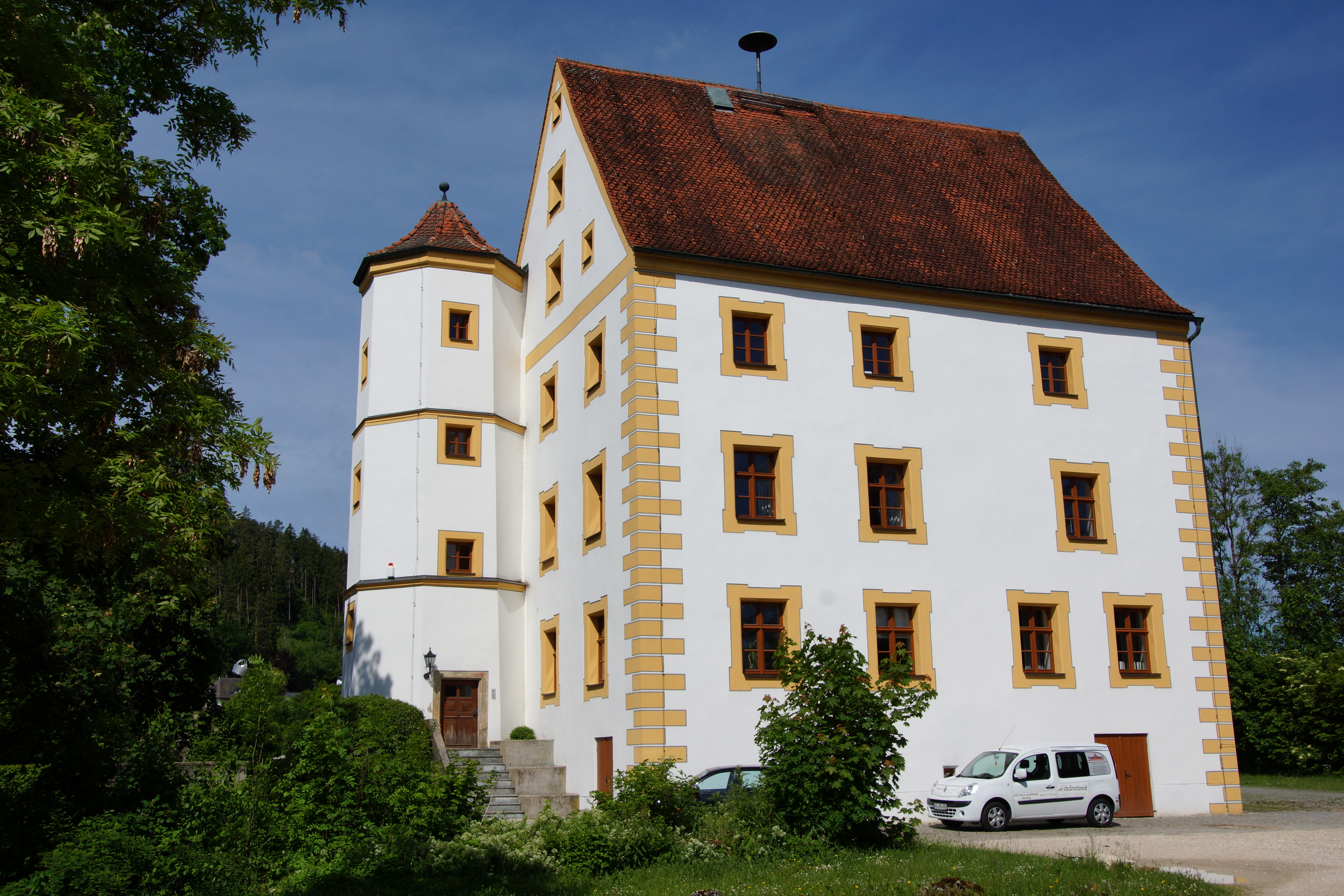
Oberes Schloss in Schmidmühlen

### Wolf von Schmidmühlen
Bereits 1371 hat Pfalzgraf Ruprecht I. das Haus zu Schmidmühlen an Ott den Wolf von Nabburg, dessen Söhne Ortlieb (später Richter zu Murach) und Heinrich sowie dessen Neffen Heinrich Wolf verliehen. Mitte des 14. Jahrhunderts kauft dieser von Karl von Schmidmühlen dessen „Haus“ (= Oberes Schloss Schmidmühlen). Ein Abkömmling der Wolf von Nabburg hat Markgraf Ludwig dem Brandenburger als Küchenmeister gedient. Heinrich Wolf, der Sohn des Otto von Nabburg, wird als Richter zu Rieden 1385, 1387, 1389 erwähnt. Er heiratete 1381 Osanna Paulsdorferin, die Witwe des Roger Punzinger († 1391), der zuvor (1371, 1373, 1375, 1379) das Richteramt in Rieden ausgeübt hatte. Heinrich Wolf nennt sich auch Wolf von Schmidmühlen. Deren Tochter Osanna wird 1408 als Ehefrau des Georg Ettenstatters erwähnt, der als Nachfolger das Richteramt und das „feste Haus“ zu Schmidmühlen übernimmt.

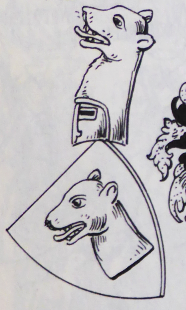
Wappen des Wolf von Nabeck nach Siebmachers Wappenbuch

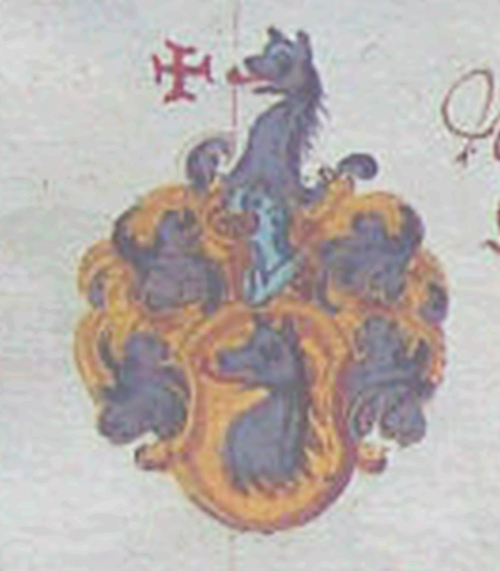
Wappen des Wolf von Nabeck aus der Chronik der Nothafft von Wernberg

## Wappen
Ein sicher bezeugtes Wappen der Wolfs ist nur ansatzweise vorhanden. In den Urkunden des Klosters Ensdorf, in denen Bruno Wolf als Siegler für den Otto Winpucher auftritt, hat sich sein Siegel nicht erhalten. Bezeugt ist in Siebmachers Wappenbuch das Wappen des Albertus Lupus de Nabeck (1224) mit einem nach links schauenden Wolfsrumpf (ohne Farben).  Ein farbig gestaltetes  Wappen der Wolff von Nabeckh in der Chronik der Nothafft von Wernberg von 1625 zeigt ebenfalls einen nach links gewandten Wolfskopf mit einer herausgerollter roter Zunge.
Ulrich Lichtenecker zu Egersberg und seine Frau Margret sind auch wegen einer Spende für das Hospiz St. Christoph am Arlberg bekannt geworden. Dessen Gründer, Heinrich Findelkind, zog 1386 durch ganz Deutschland, um Gelder für die Gründung des Hospizes aufzutreiben. Die Spender wurden zum Dank mit ihrem Wappen in ein Bruderschaftsbuch eingetragen, das heute noch in mehreren Überlieferungen erhalten ist. Darunter sind auch die Wolfsegger Burgenbesitzer; ihre Wappen wurden erst später hinzugefügt. Bei Margret hat sich allerdings ein Irrtum eingeschlichen: Sie wurde fälschlicherweise mit dem Wappen der Schönstetter (schwarzer Adler im weißen Feld) eingetragen, eine Verwechslung, die auf den Namen der Wolf von Schönleiten zurückgehen dürfte. Die Stiftung „Bruderschaft St. Christoph“ ist im Übrigen auch heute noch am Arlberg aktiv.

## Stammliste
NN Die Stammliste zu erstellen, ist aus mehreren Gründen ein schwieriges Unterfangen: Bisweilen treten die gleichen Personen unter verschiedenen Namen auf, z. B. wenn sie den Aufenthaltsort gewechselt habe; dann können unter dem gleichen Namen verschiedene Personen gemeint sein, bisweilen durch den Zusatz der Alt oder der Jüngere voneinander zu unterscheiden; zudem werden häufig in den Urkunden der Familienname Wolf oder der Vorname nicht angegeben und müssen aufgrund anderweitiger Angaben über verwandtschaftliche Beziehungen erschlossen werden. Dass die Schreibweisen sich ändern (z. B. Wolff, Volvelin) oder lateinische Bezeichnungen gewählt werden (lupus), muss ebenfalls hingenommen werden. Aus diesen Gründen kann der Stammbaum der Wolfs nur partiell erschlossen werden.
1. N. Wolf, 1253, 1294 (zur Amtszeit von Herzog Ludwig der Strenge)
  1. Friedrich Wolf von Rohrdorf (heute Ortsteil von Pielenhofen), 1282, 1301, hat von Herzog Rudolf I. drei Höfe von Warnbach für 35 Pfund Pfennige verpfändet bekommen, † um 1313
⚭ Adelheid (nach 1313 ⚭ Ulrich Puchpech aus Kallmünz), † vor 1. September 1314
    1. Conrad von Gögglbach, 1314, † 1321 oder 1322
      1. Wolf von Lengfeld

    2. Geisel (= Gisela), Äbtissin von Kloster Pielenhofen, 1323 – 1338
    3. N. (?) Wolf von Nabburg (= Ott von Schönleiten), Besitzer von Warnbach, 1305, 1307, † 1330
      1. Friedrich von Nabburg, 1321, † vor 1359
        1. Heinrich von Nabburg, 1371, 1399
⚭ 1368 Afra, Tochter des Diepold Vaesler, Bürger von Regensburg

      2. Otto von Nabburg, 1321, 1355, 1371 (Haus zu Schmidmühlen)
        1. Heinrich von Nabburg (= Heinrich von Schmidmühlen), Richter zu Rieden 1385 – 1389; Richter zu Hohenfels, 1398, 1402, 1408  
⚭ Osanna Paulsdorfer, Witwe des Ruger Punzinger, Sohn Andreas Punzinger, † 1391 (?)
          1. Ottilia 
⚭ (Hartung?) Paulsdorfer
          2. Osanna 
⚭ Georg Ettenstatter

      3. Ortlieb, 1321, 1359
      4. Jeuta 
⚭ Conrad der Lengfelder
      5. Praun (= Bruno) von Schönleiten (= Lupus de Schorleiten), heute Ortsteil von Regenstauf, 1351, 1353, † vor 1353
        1. Wolfhart Wolf von Wolfsegg, † vor 1358
⚭ Osanna
        2. Margret, 1358, 1367
⚭ Ulrich Lichtenecker
        3. K(C)atharina, 1358

Genealogisch nicht zuordenbar sind:
- Marquard Wulpo, auch als Wolff de Nabeckh bezeichnet, 1242, † 1275, Domherr zu Regensburg
- Wernher Lupus, 1259, eventuell zur Familie von Kloster Scheyern zugehörig
- Hans Wolf zu Nabburg (1425 – 1441), Besitzer des Zehents von Schmidmühlen, Stifter einer Frühmesse ebenda
- Peter der Wolf zu Nabburg (1422)
- Oswald Wolff (1438)
- Gregor Wolf (1449 – 1476, † vor 1473)